# Berberis approximata
Berberis approximata là một loài thực vật có hoa trong họ Hoàng mộc. Loài này được Sprague mô tả khoa học đầu tiên năm 1909.